# Biblioteca Central de la provincia de Buenos Aires
La Biblioteca Central de la Provincia es la biblioteca pública de la provincia de Buenos Aires, creada el 23 de febrero de 1950 durante el gobierno de Domingo Alfredo Mercante, gobernador en el período 1946-1952. Está ubicado en la calle 47 N.º 510 de la ciudad de La Plata.

## Historia
La Biblioteca Central de la provincia de Buenos Aires fue creada el 23 de febrero de 1950, se la conoce popularmente como “biblioteca de la provincia”.
En 1973 el establecimiento recibió el nombre de “General José de San Martín”, posteriormente, en 2008 recibió el nombre de “Ernesto Sábato”.

## Descripción
La Biblioteca Central depende de la Dirección de Bibliotecas y Promoción de la Lectura de la provincia. Por decreto del gobernador de la provincia Daniel Scioli, en 2009, se le cambia el nombre por el del escritor Ernesto Sábato, generando diversos cuestionamientos.
Desde 2014 la biblioteca es, junto con la Biblioteca de la Legislatura, depositarias de “toda publicación oficial o privada que se realice con auspicio del estado bonaerense”, legislación que busca incorporar las publicaciones que son de interés general y cuya consulta resulta de utilidad para distintos tipos de lectores que en la actualidad acuden.

## Colecciones
- La Biblioteca cuenta con un sector infantil, un sector circulante, una hemeroteca, un gabinete de medios audiovisuales y una sala de lectura, y alcanza una suma de 94.800 registros en distintos formatos, entre los cuales se incluyen braille, audiolibros y formato digital.[10] Posee también una variedad de colecciones de diversos soportes, que incluyen: 1500 videos, 5000 diapositivas y 280 CD correspondientes al Gabinete de Medios Audiovisuales. Cuenta además con equipamiento informático y servicio de referencia en línea.[11]